# Tüdderner Fenn
Het Tüdderner Fenn is een natuurgebied in de Duitse Kreis Heinsberg, bij Sittard. Het is gelegen in de gemeente Selfkant nabij de plaats Tüddern en beslaat een oppervlakte van circa 57,8 hectare.
Het Tüdderner Fenn ligt ten oosten van Tüddern, ten zuiden van Höngen, ten westen van Süsterseel en ten noorden van Wehr. Het is een kwelgebied in het beekdal van de Roode Beek, aan de rand van de Geilenkirchener Lehmplatte. De Roode Beek stroomt langs de zuidelijke rand van het gebied. Het gebied wordt gevormd door een aaneengesloten bos bestaande uit afwisselend loofbos en naaldbos. Door het hele gebied liggen verschillende vennetjes verspreid. Het gebied maakt deel uit van een lange aaneengesloten gordel van natuurgebieden in het beekdal die van de Brunssummerheide tot bij Millen loopt. Vanuit het oosten sluit het aan op de Gangelter Heide en richting het westen op de Schwienswei bij Sittard.
Tussen 1968 en 1990 was midden in het Tüdderner Fenn het safaripark "Löwensafari und Freizeit-Park Tüddern" gelegen.